# حصن بن منصور (يبعث)

تعديل مصدري - تعديل

حصن بن منصور هي إحدى قرى عزلة يبعث بمديرية يبعث التابعة لمحافظة حضرموت، بلغ تعداد سكانها 76 نسمة حسب تعداد اليمن لعام 2004.